# Gene Calderazzo
Gene Calderazzo (nacido el 23 de abril de 1961 en la ciudad de Nueva York)  es un baterista de jazz estadounidense que reside en el Reino Unido, donde es tutor visitante en el Conservatorio de Birmingham, la Royal Academy of Music, Trinity y Guildhall. También toca la batería para el cuarteto de jazz Partisans, con Julien Siegel (saxofones), Phil Robson (guitarra) y Thad Kelly (bajo). 
Es miembro desde hace mucho tiempo de un cuarteto que incluye Julian Siegel, el pianista Liam Noble y el bajista Oli Hayhurst.  A su primer álbum, Urban Theme Park (2011), le siguió Vista en 2018. 